# Soňa Sedláková
Soňa Sedláková, rozená Poláková (22. dubna 1921 Plzeň – 24. října 1942 koncentrační tábor Mauthausen) byla podporovatelka výsadku Silver A, Anthropoid a Out Distance popravená nacisty.

## Život a spolupráce s výsadky
Soňa Sedláková se narodila 22. dubna 1921 do rodiny Františka Poláka a Alžběty Polákové, rozené Weisbergerové. Její manžel Karel Sedlák pracoval v Praze v pobočce Škodových závodů. Otec Soni Sedlákové byl jedním z ředitelů Škodových závodů. Byla ženou v domácnosti a hlásila se k římskokatolické církvi, avšak dle německých rasových zákonů byla „Židovka“.
Soňa a Karel Sedlákovi byli přátelé manželů Hany Krupkové a Václava Krupky z Pardubic. Hana Krupková se prostřednictvím svojí kamarádky Taťány Hladěnové dostala do kontaktu s velitelem paravýsadku Silver A Alfrédem Bartošem, spolu se svým manželem začala členům tohoto výsadku pomáhat a do pomoci zapojila i manžele Sedlákovy. Sedlákovi ve svém bytě v ulici Krále Jiřího 962 v pražských Vršovicích (dnes již neexistující dům, na jehož místě dnes stojí zástavba z 50. let) ubytovávali manžele Krupkovy a v první polovině roku 1942 zde přespal Alfréd Bartoš. Karel Sedlák dodával parašutistům zpravodajské informace. Před operací Canonbury v Plzni, do které byli zapojeni parašutisté ze skupin Out Distance, Anthropoid a Silver A., dodal výsadkářům přesný popis továrny, jejích budov i jednotlivých provozů.

## Zatčení a smrt
Sedlákovi byli zatčeni 26. června 1942 na základě toho, že Soňa Sedláková poslala do Pardubic ke Krupkovým zájemce o ilegální činnost. Nevěděla ale, že Krupkovi byli 17. června zatčeni gestapem. Rodina Soni Sedlákové se pokoušela gestapo uplatit, což se nezdařilo. Zatčena byla i její matka, Alžběta Poláková (* 14. 12. 1891). Z vazby na Pankráci byli všichni deportováni do Malé pevnosti Terezín. Dne 29. září 1942 byli stanným soudem odsouzeni k trestu smrti, dne 24. října 1942 v koncentračním táboře Mauthausen zastřeleni.

## Připomínka
- Její jméno (Sedláková Soňa roz. Poláková * 22. 4. 1921), jméno jejího manžela (Sedlák Karel 4. 11. 1916) a jméno její matky (Poláková Alžběta roz. Wissbergerová * 14. 12. 1891) je uvedeno na pomníku spolupracovníků parašutistů a jejich rodinných příslušníků, kteří byli popraveni v německém koncentračním táboře Mauthausenu. V lednu 2011 byl slavnostně odhalen na terase kostela sv. Cyrila a Metoděje v Resslově ulici.[2]
- Na chodník u Jiráskova náměstí čp. 1981/6 (v podloubí Tančícího domu, na nábřeží) byly umístěny tři tzv. kameny zmizelých (dlažební kostky s mosazným povrchem). Na prostředním kameni je následující text: "Zde žila Soňa Sedláková, nar. 1921, zatčena 26. 6. 1942 za podporu výsadků Silver A. a Anthropoid, deportována do Terezína, popravena 24. 10. 1942 v Mauthausenu." Vedle tohoto kamene se nachází ještě další dva věnované její matce (která bydlela na blízkém Rašínově nábřeží, proto toto místo) a manželovi.[3][4]

## Galerie

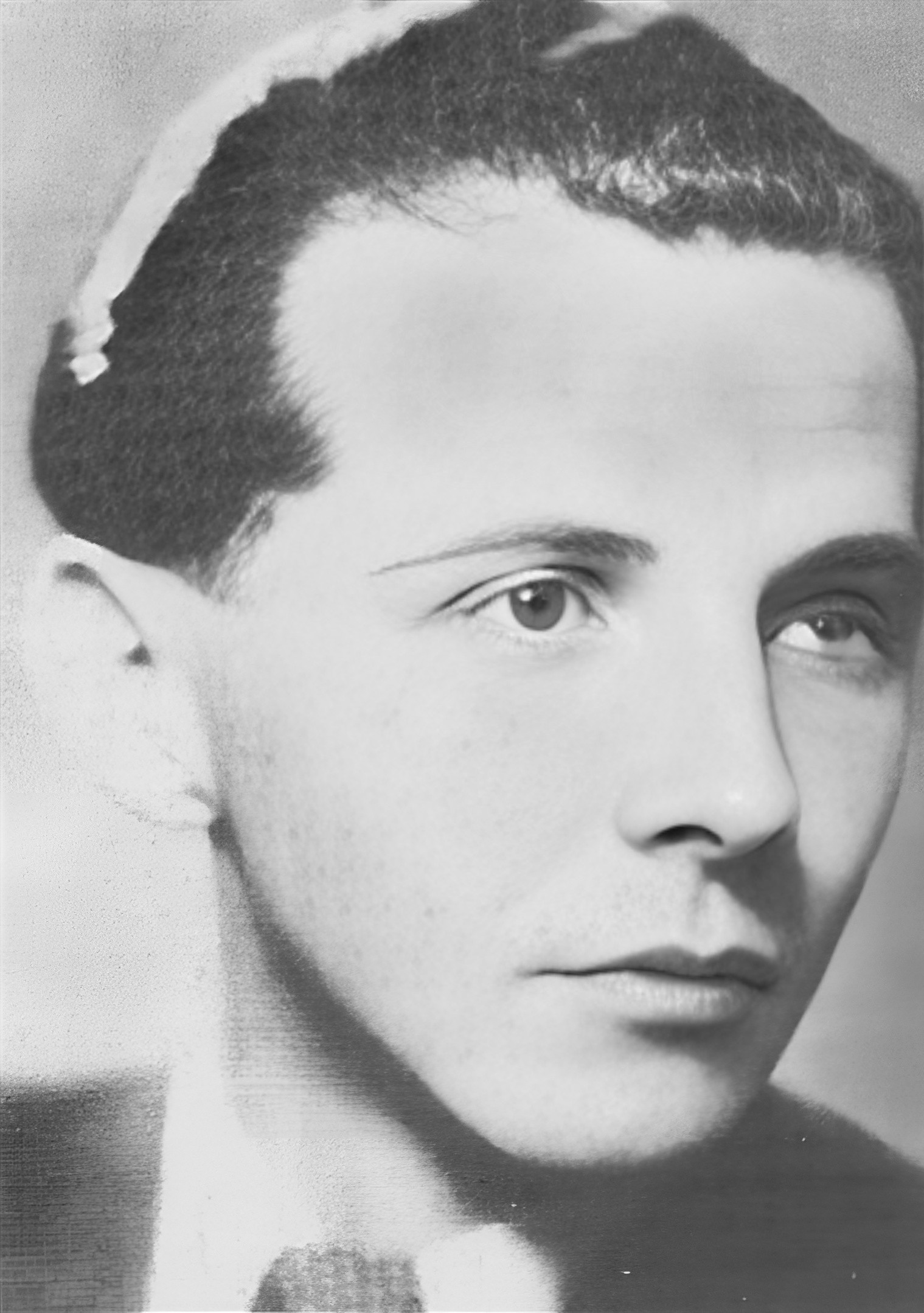
Její manžel Karel Sedlák
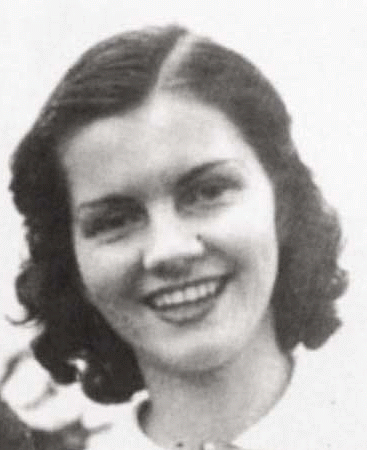
Hana Krupková, spolupracovnice Sedlákových
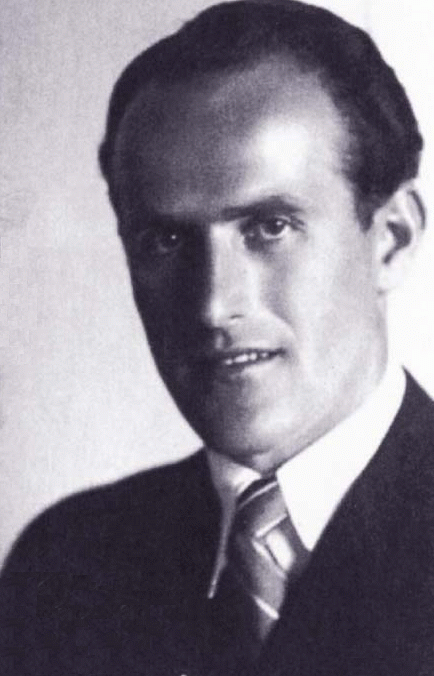
Václav Krupka, spolupracovník Sedlákových
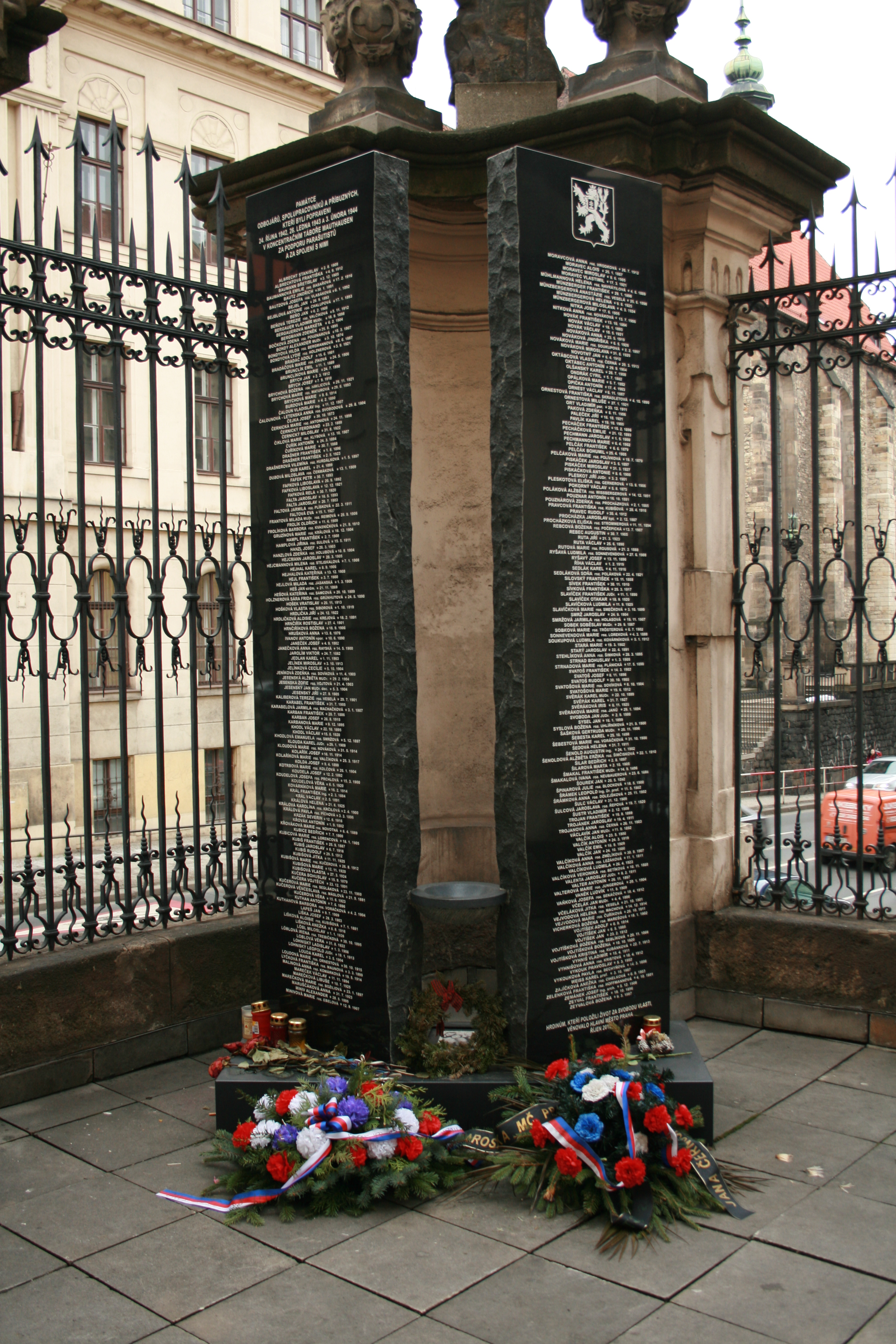
Pomník spolupracovníků parašutistů a jejich rodinných příslušníků na terase kostela sv. Cyrila a Metoděje v Resslově ulici v Praze
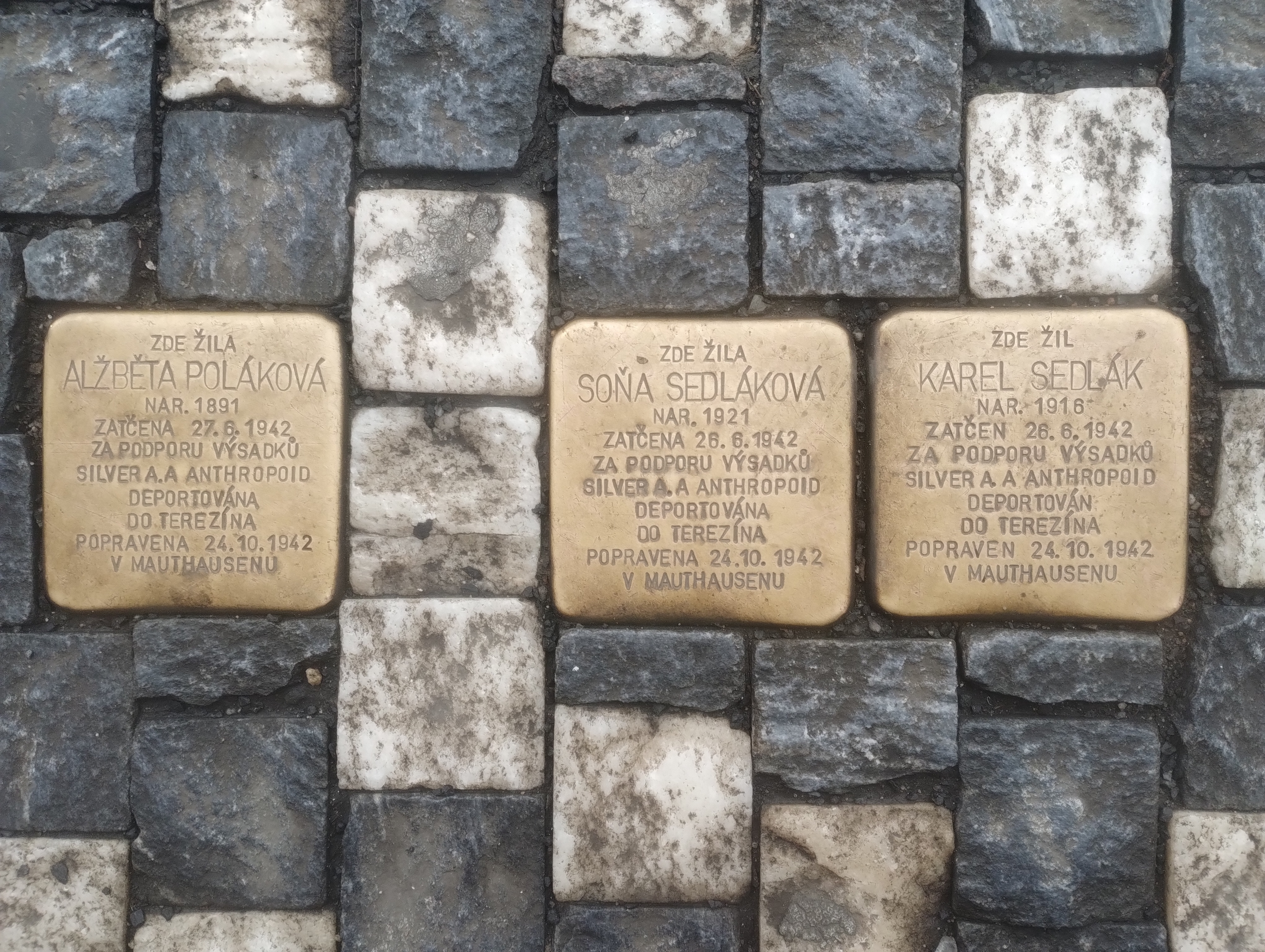
Kameny zmizelých před Tančícím domem, Jiráskovo náměstí v Praze
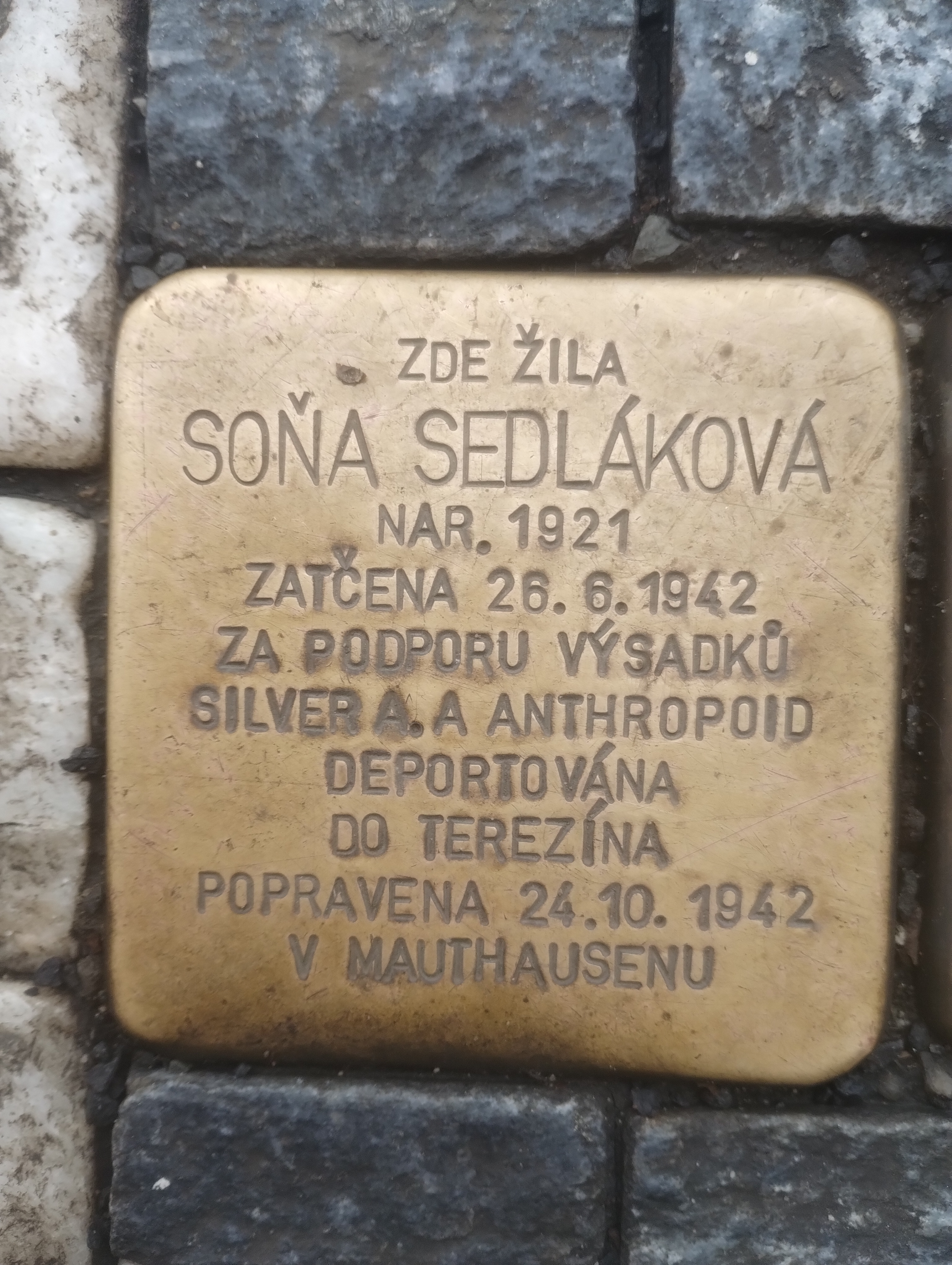
Detail kamenu Soni Sedlákové, Jiráskovo náměstí v Praze